# Zelotes distinctissimus
Zelotes distinctissimus este o specie de păianjeni din genul Zelotes, familia Gnaphosidae, descrisă de Lodovico di Caporiacco în anul 1929.
Este endemică în Grecia. Conform Catalogue of Life specia Zelotes distinctissimus nu are subspecii cunoscute.